# أوزغور آكتاش
أوزغور آكتاش (بالهولندية: Özgür Aktaş)‏ هو لاعب كرة قدم هولندي، ولد في 13 يناير 1997 في Cuijk ‏ في هولندا.

## وصلات خارجية
- أوزغور آكتاش على موقع قاعدة بيانات كرة القدم.إي يو (الإنجليزية)
- أوزغور آكتاش على موقع Soccerway.com (الإنجليزية)
- أوزغور آكتاش على موقع عالم كرة القدم.نت (الإنجليزية)